# 789-я транспортная вертолётная эскадрилья
789-я транспортная вертолётная эскадрилья (сербохорв. 789. transportna helikopterska eskadrila / 789. транспортна хеликоптерска ескадрила) — вертолётная эскадрилья военно-воздушных сил и войск ПВО СФРЮ. Образована в октябре 1968 года на авиабазе в Нише.
Эскадрилья входила в 119-й транспортный вертолётный полк с 1968 года, была оснащена советскими вертолётами Ми-8. В 1990 году в рамках плана реорганизации ВВС «Единство-3» была расформирована, и её личный состав перешёл в 787-ю транспортную вертолётную эскадрилью в составе 119-й авиационной бригады.